# Grand-Goâve
Grand-Goâve, in creolo haitiano Grangwav, è un comune di Haiti facente parte dell'arrondissement di Léogâne nel dipartimento dell'Ovest.